# Clódio Albino
Clódio Albino (em latim: Decimus Clodius Septimius Albinus Augustus) foi um usurpador proclamado imperador pelas legiões britânicas na Hispânia (a Península Ibérica) por duas vezes, a primeira depois do assassinato de Pertinax em 193 (o infame "ano dos cinco imperadores") e a segunda em 197, quando foi finalmente derrotado.

## História
Albino nasceu em Hadrumeto, na província da África (moderna Sousse, na Tunísia), em uma família aristocrática romana de origem ceiônia. Ele teria recebido o nome Albinus por conta da brancura extraordinária de sua pele. Com grande disposição para a vida militar, Clódio se alistou muito cedo e serviu com brilhantismo, especialmente durante a revolta de Avídio Cássio contra Marco Aurélio em 175. Seus méritos foram reconhecidos pelo imperador em duas cartas, nas quais ele chama Albino de "africano" cuja aparência lembrava pouco a de seus conterrâneos e que era notável por sua experiência militar e pela gravitas de seu caráter. O imperador declarou também que, sem Albino, as legiões na Bitínia teriam se juntado a Avídio e que planejava que ele fosse cônsul.
Cômodo deu a Albino o comando da Gália Bélgica e, depois, da Britânia. Depois de um boato falso de que Cômodo teria morrido, Albino denunciou-o como um tirano perante seus soldados e defendeu que ele próprio seria indispensável na tarefa de restaurar ao senado romano seu prestígio e poder de outrora. O senado ficou encantado com estas declarações, que, obviamente irritaram o imperador, que enviou Júnio Severo para dispensar Albino. É certo que Albino conseguiu manter-se no posto depois dos assassinatos de Cômodo e de seu sucessor, Pertinax, em 193.

## Sétimo Severo e Albino
Depois do assassinato de Pertinax, o prefeito pretoriano Emílio Leto, e seus homens, os responsáveis, "venderam" o trono imperial para um rico senador, Dídio Juliano, fazendo dele o novo imperador, apesar da imediata revolta da maior parte das tropas nas províncias. Logo depois, Pescênio Níger foi proclamado imperador pelas legiões romanas na Síria, Sétimo Severo pelas legiões em Ilírico e Panônia e Albino pelas legiões da Britânia e das Gálias.
Na guerra civil que se seguiu, Albino aliou-se a Sétimo Severo, que havia tomado Roma, e aceitou o título de césar. Os dois dividiram o consulado de 194. Albino tornou-se o indisputado governante da maior parte da porção ocidental do império e contava com o apoio das três legiões britânicas (II Augusta, VI Victrix e XX Valeria Victrix) e de uma hispânica (VII Gemina). Quando Juliano foi executado pelo senado, que também temia Sétimo Severo, este voltou sua atenção para Níger. Depois da derrota e execução deste em 194, o que resultou na derrocada de seus aliados e na tomada de Bizâncio no final de 195, Severo resolveu tomar para si todo o império. Albino, percebendo a situação perigosa que se encontrava, preparou-se para a guerra. Ele escapou por pouco de uma tentativa de assassinato perpetrada por um mensageiro de Severo e resolveu assumir pessoalmente a liderança de suas forças que, diz-se, tinha mais de 150 000 soldados.

## Albino se autoproclama imperador
No outono de 196, Albino se autoproclamou imperador e cruzou da Britânia para a Gália trazendo consigo uma grande parte da guarnição britânica. Albino derrotou o legado de Severo na região, Vírio Lupo, e tomou para si os recursos militares da Gália, mas, embora ele de fato tenha conquistado Lugduno, a capital das forças da região, ele não conseguiu arregimentar para a revolta as legiões do Reno.
Em 19 de fevereiro de 197, Albino finalmente lutou contra o exército de Severo na Batalha de Lugduno. Depois de um duro combate, com 150 000 soldados de cada lado segundo Dião Cássio, Albino foi derrotado e se matou (ou foi capturado e executado por Severo). O fato é que Severo ordenou que o corpo nu de seu adversário fosse estendido diante de si para que pudesse pisoteá-lo com seu cavalo num ato de humilhação final. Se a esposa e filhos de Albino foram perdoados num primeiro momento, o novo imperador mudou de ideia rapidamente, pois foram todos decapitados em seguida. O corpo sem cabeça foi atirado no Reno juntamente com os cadáveres de sua família. A cabeça foi enviada para Roma juntamente com uma carta em tom insolente na qual ele zombava do senado por sua lealdade a Clódio. A cidade de Lugduno foi saqueada e destruída e os aliados de Albino, perseguidos e executados.